# Московченко, Валерий Михайлович
Валерий Михайлович Московченко (1949—2019) — российский генерал-лейтенант, доктор экономических наук (2001), профессор. Начальник Военной академии материально-технического обеспечения имени А. В. Хрулёва (2000—2009).

## Биография
Родился 1949 году в городе Котельниково в Волгоградской области в рабочей семье. 
С 1969 году после окончания Вольского высшего военного училища тыла был назначен командиром учебного взвода, в 1970 году — учебной роты 92-й мотострелковой дивизии. 
С 1975 года после окончания   Военной академии тыла и транспорта назначен заместителем командира 412-го мотострелкового полка ЗакВО. С 1979 года — старший офицер и заместитель начальника штаба тыла ЗакВО. С 1980 года — начальник тыла — заместитель командира 145-й мотострелковой дивизии по тылу. 
С 1984 года после окончания Высших офицерских курсов при ВАТТ, был назначен на должность начальника штаба тыла 7-й гвардейской армии. С 1986 по 1988 годы участник Афганской войны. С 1988 года — начальник штаба тыла 40-й общевойсковой армии. С 1990 года после окончания Военной академии Генерального штаба был назначен начальником тыла — заместителем командующего 38-й общевойсковой армии по тылу. 
С 1992 года — начальник штаба тыла Западной группы войск. С 1993 года — заместитель командующего войсками СКВО по тылу. В 1993 году участник Осетино-Ингушского конфликта, с 1994 по 1996 и с 1999 по 2000 годы — участник Первой и Второй чеченских войн.
С 2000 по 2009 годы — начальник Военной академии материально-технического обеспечения имени А. В. Хрулёва. 
В 1998 году защитил кандидатскую диссертацию, в 2001 году –  доктор экономических наук, профессор, был академиком и вице-президентом Международной академии наук экологии, безопасности человека и природы (МАНЭБ), член-корреспондентом Российской академии естественных наук (РАЕН).
С 2010 по 2019 годы — директор Департамента по военному образованию и делам казачества и директор Военного института Южно-Российского государственного политехнического университета.
Умер 22 февраля 2019 года в Новочеркасске.

## Награды

### Ордена
- Орден Почёта (2007)
- Орден Мужества (2000)
- Орден За военные заслуги (1995)
- Орден Красной Звезды (1988)
- Орден За службу Родине в Вооружённых Силах СССР III степени (1987)

### Звания
- Заслуженный военный специалист Российской Федерации
- Почётный гражданин Котельниково

## Память
28 сентября 2019 года, в городе Котельниково Волгоградской области состоялась церемония открытия новой мемориальной стелы на главной площади посвящённой В. М. Московченко 